# Skogstrådmossa
Skogstrådmossa (Cephalozia affinis) är en levermossart som beskrevs av Franz Stephani. Skogstrådmossa ingår i släktet trådmossor, och familjen Cephaloziaceae. Enligt den finländska rödlistan är arten otillräckligt studerad i Finland. Enligt den svenska rödlistan är arten nära hotad i Sverige. Arten förekommer i Svealand och Nedre Norrland. Artens livsmiljö är naturmoskogar.